# Arachnopeziza aurata
Arachnopeziza aurata är en svampart som beskrevs av Fuckel 1870. Arachnopeziza aurata ingår i släktet Arachnopeziza och familjen Hyaloscyphaceae.  Arten är reproducerande i Sverige. Inga underarter finns listade i Catalogue of Life.